# Níkos Perákis
Níkos Perákis (en grec : Νίκος Περάκης) né le 11 septembre 1944 à Alexandrie est un directeur artistique, scénariste, acteur, producteur et réalisateur grec.

## Biographie
Né à Alexandrie, Níkos Perákis suivit son lycée à Athènes puis partit faire ses études à l'Académie des beaux-arts de Munich entre 1962 et 1965. Il commença donc sa carrière en Allemagne, en tant que décorateur de théâtre ainsi que directeur artistique puis comme réalisateur. Il travailla aussi pour la Bayerischer Rundfunk et les Bavaria Filmstudios.
La dictature des colonels l'obligea à rester plus longtemps que prévu en Allemagne.
Il revint en Grèce en 1978 où il poursuivit sa carrière. Son plus grand succès fut Planque et Camouflage qu'il déclina avec une suite en 2005 Planque et Camouflage : Les Sirènes de l'Égée, une série télévisée en 2005 et une nouvelle suite en 2011 Planque et Camouflage : Les Sirènes à terre.

## Filmographie sélective

### Directeur artistique
- 1979 : Le Tambour
- 1981 : Les Anges de fer
- 1989 : Silence Like Glass
- 1991 : The Voyager

### Scénariste
- 1972 : Das goldene Ding
- 1975 : Die Wohngenossin
- 1976 : Les Faux Frères (Bomber & Paganini)
- 1978 : Milo Milo (de)
- 1982 : Arpa-Colla
- 1984 : Planque et Camouflage (Loufa kai parallagi)
- 1987 : Vivre dangereusement (Vios ke politia)
- 1997 : Chef de famille (Prostatis oikogeneias )
- 1999 : Thilyki etaireia
- 2002 : I Fouska
- 2003 : Shedon pote (série télévisée)
- 2003 : H Lisa kai oloi oi alloi
- 2005 : Planque et Camouflage : Les Sirènes de l'Égée (Loufa kai parallagi : Sirines sto Egeo)
- 2006 : Loufa kai parallagi - I seira (série télévisée)
- 2007 : Psyhraimia
- 2010 : Artherapy
- 2011 : Planque et Camouflage : Les Sirènes à terre (Loufa kai parallagi: Seirines sti steria)

### Réalisateur
- 1972 : Das goldene Ding
- 1975 : Die Wohngenossin
- 1976 : Les Faux Frères (Bomber & Paganini)
- 1978 : Milo Milo (de)
- 1982 : Arpa-Colla
- 1984 : Planque et Camouflage
- 1987 : Vivre dangereusement
- 1997 : Chef de famille (Prostatis oikogeneias )
- 1999 : Thilyki etaireia
- 2002 : I Fouska
- 2003 : Shedon pote (série télévisée)
- 2003 : H Lisa kai oloi oi alloi
- 2005 : Planque et Camouflage : Les Sirènes de l'Égée (Loufa kai parallagi : Sirines sto Egeo)
- 2006 : Loufa kai parallagi - I seira (série télévisée)
- 2007 : Psyhraimia
- 2010 : Artherapy
- 2011 : Planque et Camouflage : Les Sirènes à terre (Loufa kai parallagi: Seirines sti steria)